# Köttingen (Lindlar)
Die Ortschaft Köttingen ist ein Ortsteil der Gemeinde Lindlar im Oberbergischen Kreis in Nordrhein-Westfalen. An der Straße nach Schönenborn liegt das Achim-Lammers-Waldstadion nebts eine Tennisanlage.

## Lage und Beschreibung
Köttingen liegt südwestlich von Lindlar, zwischen Schmitzhöhe und Hohkeppel im Lennefetal. Der Lennefer Bach durchfließt den Ort. Beim Ort findet sich eine stillgelegte Kläranlage. Seit 2012 ist VDSL verfügbar.

## Geschichte
1413 wurde der Ort das erste Mal als Koetingen urkundlich im Kämmereiregister für den Fronhof Lindlar erwähnt. Köttingen fand auch Erwähnung in der Schenkung Gerhard von Keppels an den Pastor von Hohkeppel am 14. Juni 1474.
Früher war Köttingen Standort einer Jugendherberge. Das Gebäude wurde Ende der 1950er Jahre jedoch vom CVJM Kreisverband Köln e. V. aufgekauft und beherbergt nun die Jugendbildungsstätte des CVJM Kreisverband Köln e. V.
Aufgrund § 10 und § 14 des Köln-Gesetzes wurde 1975 die Gemeinde Hohkeppel aufgelöst und umfangreiche Teile in Lindlar eingemeindet. Darunter auch Köttingen.
Heute hat Köttingen 20 Einzel- oder Mehrfamilienhäuser mit insgesamt ca. 50 Einwohnern.
1998 wurde Köttingen vom regionalen Radiosender Radio Berg zum ruhigsten Ort im Oberbergischen Kreis gewählt.

## Busverbindungen
Haltestelle Köttingen:
- 398 Lindlar – Hohkeppel – (Halfenslennefe) (OVAG, an Schultagen zwei Fahrten)
- 402 Untereschbach – Hohkeppel – Lindlar – Linde – Kürten Schulzentrum (KWS, an Schultagen eine Fahrt)
- 421 Lindlar – Immekeppel – Moitzfeld – Bensberg (RVK, Mo–Sa 3 Fahrten am Tag, kein Abend-, Feiertags- und Nachtverkehr)

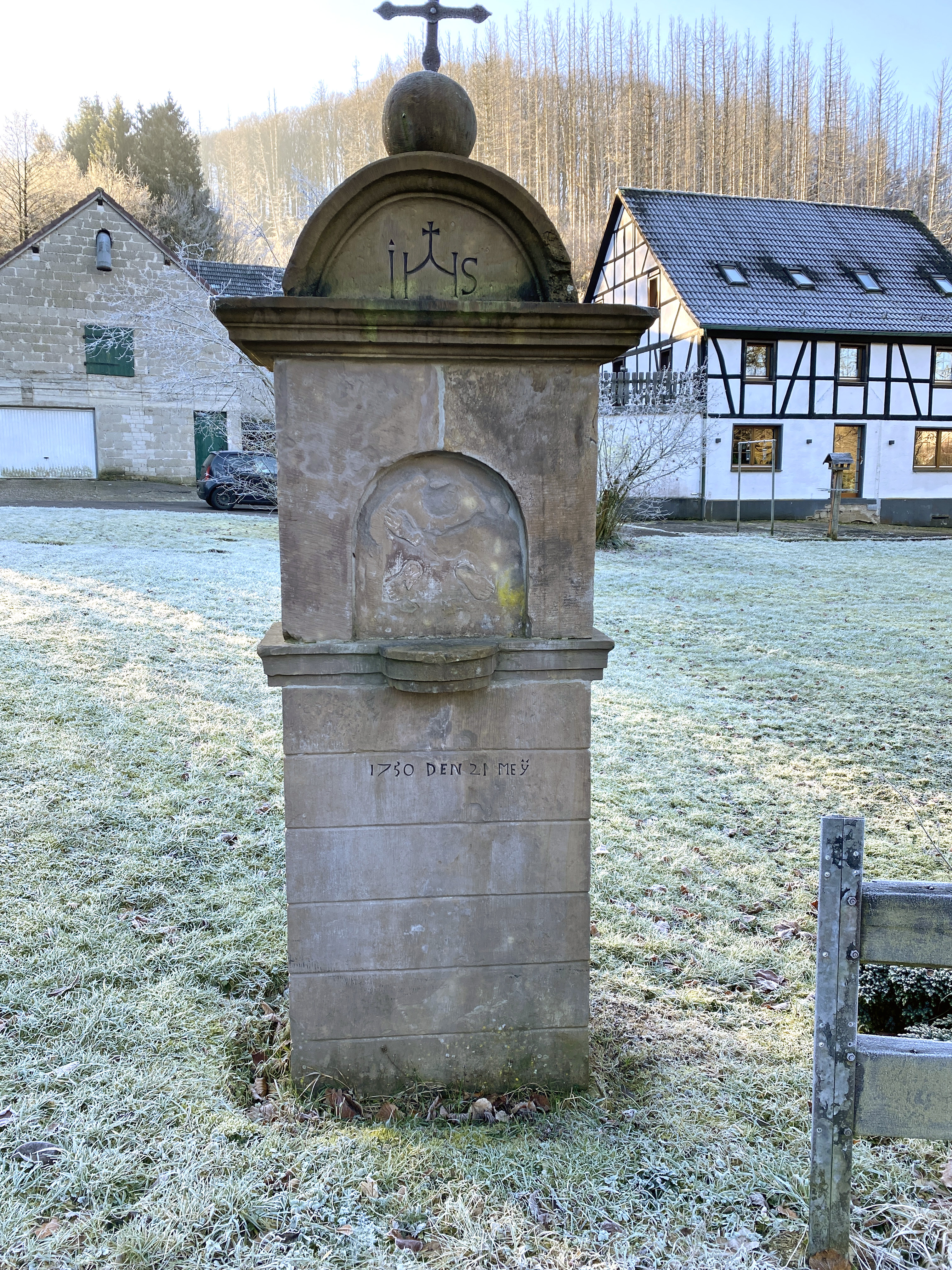
Bildstock in Köttingen
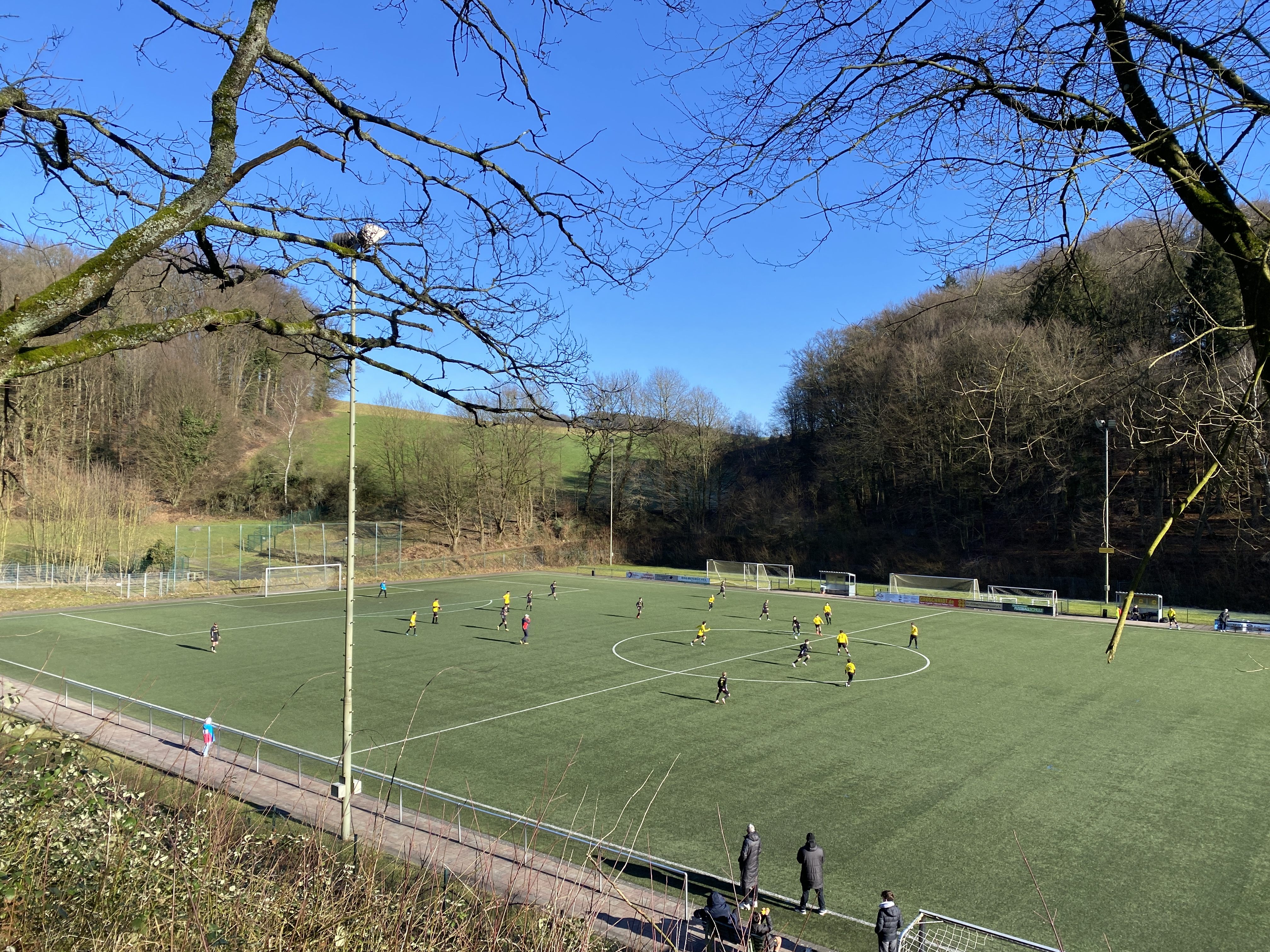
Achim-Lammers-Waldstadion